# Frances Gifford
Mary Frances Gifford (* 7. Dezember 1920 in Long Beach, Kalifornien; † 22. Januar 1994 in Pasadena, Kalifornien) war eine US-amerikanische Schauspielerin.

## Leben und Werk
Frances Gifford, Tochter eines Elektroingenieurs, wuchs in Long Beach auf. Sie besuchte dort die Woodrow Wilson High School. Nach dem Abschluss wollte sie eigentlich an der Law School der UCLA studieren; sie hatte keine Ambitionen, Schauspielerin zu werden. Als ein Freund sie in ein Filmstudio mitnahm, wurde die Schauspielerin Merle Oberon auf sie aufmerksam und verschaffte ihr Probeaufnahmen bei Samuel Goldwyn. Diese brachten ihr einen Einjahresvertrag bei Metro-Goldwyn-Mayer und damit eine Rolle in ihrem ersten Film, Virginia auf Männerfang. MGM verlängerte den Vertrag 1937 nicht, so dass Gifford zu RKO Pictures ging. Zunächst erhielt sie weiterhin nur kleine Rollen wie 1937 in dem Film Living on Love, in dem James Dunn die Hauptrolle spielte. 1938 heiratete Francis Gifford den mehr als 15 Jahre älteren James Dunn.
Ihre ersten beiden Hauptrollen hatte Frances Gifford 1939 in Mercy Plane und 1940 in Hold That Woman!, jeweils an der Seite ihres Mannes. Danach war sie als erklärende Tricktechnikerin in dem Film Der Drache wider Willen zu sehen. Bekannt wurde sie 1941 als Nyoka in dem erfolgreichen Serial Dschungel-Gangster. 1942 wurde ihre Ehe mit James Dunn geschieden. Im Jahr darauf hatte sie neben Johnny Weissmüller die Hauptrolle in dem Propagandafilm Tarzan und die Nazis. In den nächsten Jahren hatte sie wesentliche Rollen in Filmen wie Cry ‘Havoc’, Flitterwochen zu dritt oder Frühling des Lebens. Hervorzuheben ist dabei ihre Rolle in The Arnelo Affair. In den 1940er Jahren trat sie auch mehrfach in Radioaufführungen auf.
Am 31. Dezember 1947 hatte Frances Gifford nahe Rialto einen Autounfall, bei dem sie sich schwere Gesichtsverletzungen zuzog. Danach hatte sie 1950 in Lach und wein mit mir und 1953 in Sky Commando noch zwei Filmhauptrollen und zudem vier Gastrollen in Fernsehserien. 1953 beendete sie ihre Filmkarriere. In den folgenden Jahren musste sie sich mehrfach in psychiatrischen Anstalten wie dem Camarillo State Hospital behandeln lassen. In den 1980er Jahren galt sie wieder als gesund, lebte allerdings zurückgezogen. Sie starb 1994 an einem Lungenemphysem.
Frances Gifford wurde synchronisiert unter anderem von Carola Höhn, Renate Pichler und Viktoria Brams.

## Filmografie (Auswahl)
- 1937: Virginia auf Männerfang (Woman Chases Man)
- 1937: Bühneneingang (Stage Door)
- 1937: Living on Love
- 1938: Leoparden küßt man nicht (Bringing Up Baby)
- 1939: Mr. Smith geht nach Washington (Mr. Smith Goes to Washington)
- 1939: Mercy Plane
- 1940: Hold That Woman!
- 1941: Der Drache wider Willen (The Reluctant Dragon)
- 1941: Border Vigilantes
- 1941: West Point Widow
- 1941: Dschungel-Gangster (Jungle Girl, Serial)
- 1941: Louisiana Purchase
- 1942: The Remarkable Andrew
- 1942: Tombstone, the Town Too Tough to Die
- 1942: Der gläserne Schlüssel (The Glass Key)
- 1942: Mabok, der Schrecken des Dschungels (Beyond the Blue Horizon)
- 1942: My Heart Belongs to Daddy
- 1942: Star Spangled Rhythm
- 1942: Der König von Texas (American Empire)
- 1943: Tarzan und die Nazis (Tarzan Triumphs)
- 1943: Henry Aldrich Gets Glamour
- 1943: Cry ‘Havoc’
- 1944: Marriage Is a Private Affair
- 1945: Flitterwochen zu dritt (Thrill of a Romance)
- 1945: Frühling des Lebens (Our Vines Have Tender Grapes)
- 1945: She Went to the Races
- 1947: The Arnelo Affair
- 1947: Little Mister Jim
- 1948: Liebe an Bord (Luxury Liner)
- 1950: Lach und wein mit mir (Riding High)
- 1953: Sky Commando